# イオ信用組合
イオ信用組合（イオしんようくみあい、朝: 이어신용조합）は、岐阜県岐阜市に本店を置く、在日朝鮮人系の日本の信用組合。本部は愛知県名古屋市中村区にある。
イオ（이어）は朝鮮語で「継ぐ」を意味する。なお、群馬県の「アイオー信用金庫」も、アルファベット表記にすると当組合と同じく「io」となるが、一切無関係である。

## 沿革[2]
- 1954年（昭和29年）10月25日 - 大成信用組合として設立。
- 1972年（昭和47年）10月 - 朝銀岐阜信用組合に改称。
- 1999年（平成11年）9月27日 - 朝銀富山・朝銀石川・朝銀静岡・朝銀三重の4信組と合併して朝銀中部信用組合となる。
- 2001年（平成13年）11月26日 - 経営破綻した朝銀愛知・朝銀福井の2信組の事業を譲り受け、本部機能を名古屋市へ移転。
- 2004年（平成16年）2月23日 - イオ信用組合に改称。
- 2004年（平成16年）11月19日 - 高山支店・松阪支店・中川支店を廃止。
- 2007年（平成19年）7月30日 - 名古屋支店、本部を愛知県名古屋市中村区椿町に移転。
- 2008年（平成20年）11月21日 - 浜松支店を廃止。
- 2012年（平成24年）10月29日 - 名古屋支店、本部を愛知県名古屋市中村区名駅4丁目に移転。
- 2019年（令和元年）10月25日 - 多治見支店・富山支店を廃止。

## 店舗
愛知県・岐阜県・三重県・静岡県・福井県・石川県に店舗を構える。かつては富山県にも店舗を設置していた。
各店舗の詳細は、公式ウェブサイトを参照。